# Suara Point
Suara Point är en udde i Gambia.   Den ligger i regionen North Bank Division, i den västra delen av landet, 50 km öster om huvudstaden Banjul.
Terrängen inåt land är mycket platt.  Närmaste större samhälle är Kerewan, 7,5 km nordost om Suara Point. Trakten runt Suara Point består till största delen av jordbruksmark.